# ديانا ديفيز (منافسة ألعاب القوى)
ديانا ديفيز (بالإنجليزية: Diana Davies) هي منافسة ألعاب القوى بريطانية، ولدت في 7 مايو 1961.

## وصلات خارجية
- ديانا ديفيز على موقع الاتحاد الدولي لألعاب القوى (الإنجليزية)
- ديانا ديفيز على موقع أوليمبيديا (الإنجليزية)